# Карфагенская война (368—367 до н. э.)
Четвертая Карфагенская война 368—367 до н. э. — последняя попытка сиракузского тирана Дионисия Старшего захватить принадлежавшую карфагенянам Западную Сицилию. События этой войны упоминаются в XV книге «Исторической библиотеки» Диодора Сицилийского.

## История
По рассказу Диодора, еще в 378 году до н. э., когда карфагеняне высадились в Южной Италии, чтобы восстановить Гиппоний, в метрополии вспыхнула очередная эпидемия, чем воспользовались сардинцы и ливийцы, поднявшие восстания, на подавление которых могло уйти несколько лет. Исследователи полагают, что в действительности мятежи и мор случились после подписания мирного договора 374/373 года до н. э., так как Диодор упоминает об этих бедствиях дважды: под 378 и 368 годами до н. э.
Дионисий в начале 360-х годов до н. э. находился на пике своего могущества и, поскольку афиняне в это время были союзниками его друзей спартанцев, народное собрание в 368/367 до н. э. проголосовало за предоставление «архонту Сицилии» и двум его сыновьям афинского гражданства и торжественно заключило с ними союз, предполагавший вечную взаимную защиту и покровительство. Реального значения это соглашение не имело, так как афиняне были не в состоянии вести войну в западногреческих водах, а влияние тирана не распространялось на Эгейское море, но эти политические жесты показали мощь Сиракуз и силу их правителя.
По утверждению Диодора, сиракузский тиран воспользовался тем, что Карфаген еще не оправился от последствий эпидемии и мятежей, и под надуманным предлогом нарушения карфагенянами границ принадлежавших ему территорий вторгся на земли финикийцев с войском из тридцати тысяч пехоты, трёх тысяч всадников и флотом в триста трирем. Последняя цифра вызывает сомнения, так как в 398/397 году до н. э. 80-тысячную армию тирана сопровождал флот из двухсот кораблей, и можно предположить, что и в 368 до н. э. Дионисий располагал таким же количеством, цифра же триста может быть результатом ошибки переписчика.
Тиран двинулся вдоль южного побережья к Селинунту и легко овладел и им, и кампанской Энтеллой, опустошил сельскую местность и захватил Эрикс недалеко от Дрепаны. Эгесту и Галикию, находившиеся в глубине острова между Энтеллой и Эриксом, Диодор не упоминает и, вероятно, они были оставлены в покое, хотя могли угрожать тылу и коммуникациям греков. Затем Дионисий осадил главную базу карфагенян Лилибей, но это хорошо укрепленное место оборонял сильный гарнизон, возможно, успевший получить подкрепления из метрополии, пока тиран тратил время на второстепенные цели. В результате осада затянулась.
Узнав о пожаре на карфагенских верфях, тиран решил, что при этом погиб и военный флот финикийцев, поэтому оставил в Эриксе 130 своих лучших трирем, отправив остальные в Сиракузы, но противник на двухстах кораблях вошел в гавань Эрикса и атаковал стоявших на якоре греков. Благодаря неожиданности нападения карфагенянам удалось уничтожить большую часть вражеского флота.
Имени предводителя карфагенян Диодор не называет; вероятно, Гимилькон, добившийся победы в Третьей Карфагенской войне, проиграл политическую борьбу на родине и предполагается (на основе сообщения Юстина), что в экспедиции 368 до н. э. года командование получил Ганнон, отождествляемый с Ганноном Великим. Этот флотоводец не был крупнейшим политическим лидером в метрополии, где самым могущественным, по словам Юстина, был его злейший враг «Суниат» (по-видимому, греческая форма имени Эшмуниатон —
«Эшмун дал». Будучи человеком штатским, он не мог рассчитывать на командование и попытался погубить экспедицию, выдав планы карфагенян Дионисию. Его послания были перехвачены, автор поплатился за предательство жизнью, а греческий язык, на котором были написаны письма, даже попал в Карфагене под запрет (вскоре нарушенный).
С наступлением зимы стороны заключили перемирие на условиях восстановления status quo.
О подготовке к возобновлению военных действий в 367 году до н. э. сведений нет. Дионисий, чья пьеса была удостоена первой награды на театральном состязании во время афинских Леней, согласно Диодору, по этому случаю устроил такое пышное празднество, что умер с перепоя. По версии Плутарха безнадежно больному тирану врачи дали смертельную дозу снотворного по приказу его наследника Дионисия Младшего. Новый тиран не отличался воинственностью и в 367 или 366 году до н. э. заключил мирный договор. Во многом это произошло благодаря влиятельному дяде нового правителя Диону, который вместо благодарности был изгнан племянником в Афины.